# Probiòtic
Els probiòtics són «microorganismes vius que administrats en quantitats adequades confereixen un benefici a la salut de l'hoste», d'acord amb la definició de les organitzacions mundials de l'agricultura i la salut (FAO i OMS). Etimològicament el terme està format per la preposició llatina pro («per a») i l'adjectiu grec βιωτικός (biòtic), aquest adjectiu deriva del substantiu βίος (bios, 'vida').

Els bacteris de l'àcid làctic (LAB) i els bifidobacteris són els tipus més comuns de microbis usats com a probiòtics, però determinats llevats i bacils poden ser també útils. Els probiòtics es consumeixen normalment com una part d'aliments fermentats amb l'addició de cultius vius com passa amb el iogurt, iogurt de soja, o suplements alimentaris.

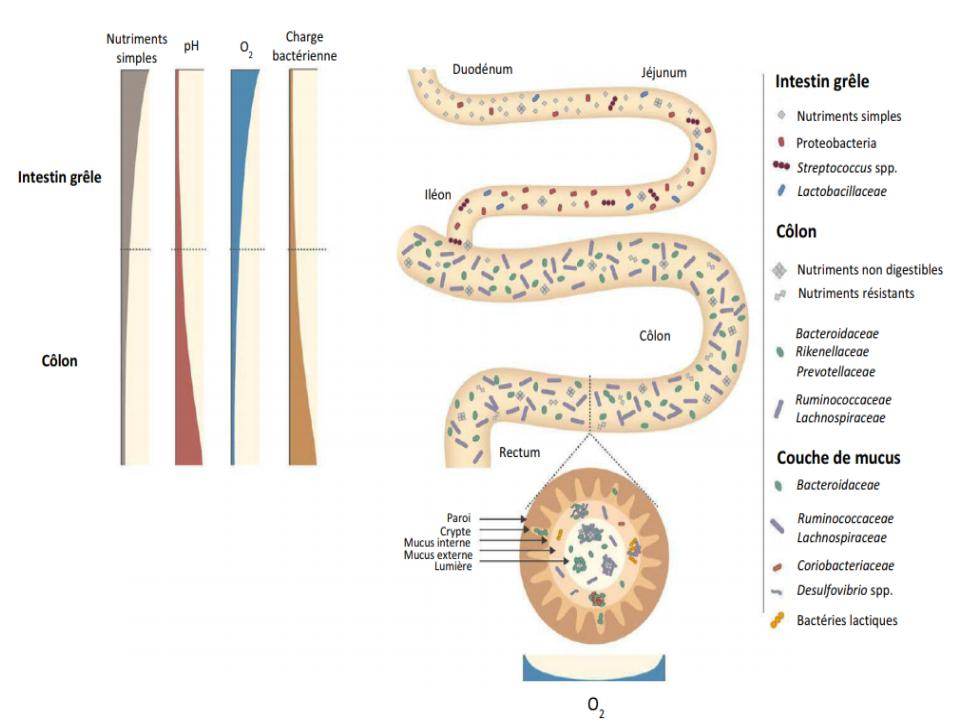
Heteroginitat de la microbiota intestinal.

Cap a principi del segle xx els probiòtics van ser considerats beneficiosos per a l'equilibri microbià de l'intestí tot inhabilitant els patògens i les toxines produïdes per bacteris. Des d'aleshores la recerca científica enfocada als seus efectes beneficiosos ha anat en augment degut a la presa de consciència per part dels consumidors amb relació a la salut i la nutrició.

## Història dels probiòtics
La història es remunta milions d'anys enrere, com han demostrat les tècniques contemporànies d'arqueologia molecular. Basant-se en les relíquies de l'antic Egipte, se sap que productes làctics fermentats, comuns actualment en l'orient mitjà, ja s'empraven en el 3500 aC.
El consum de llet fermentada per a tractar problemes intestinals en l'època romànica i l'esment dels aliments fermentats tant en la Bíblia com en els llibres  sagrats de l'hinduisme són exemples del seu ús a nivell terapèutic al llarg dels anys.
En 1899, Henry Tissler, un científic investigador del Institut Pasteur de París, va aïllar els bifidobacteris en l'intestí de nadons que havien estat alletats, i els va donar el nom de Bacillus bifidus communis(després rebrien el nom de Bifidobacterium bifidus). Va reportar que els nadons que presentaven aquest microorganisme en el tracte digestiu tenien menys problemes gastrointestinals evidenciats per menys malalties diarreiques.
Així doncs, el concepte «probiòtics» va ser introduït a principis del segle xx quan Ilià Métxnikov, conegut com el «pare dels probiòtics», va proposar que el consum de microorganismes beneficiosos podia modificar la flora intestinal i per tant, millorar la salut de les persones.
Métxnikov va observar que els habitants de les àrees rurals de Bulgària tenien una vida mitjana més llarga que altres europeus de cercles benestants, tot i tenir unes condicions de vida més precàries. Va intuir que la causa podia ser que els bacteris associats als productes de llet fermentada que consumien tenien beneficis per a la salut contra l'envelliment i va anomenar aquells bacteris Lactobacillus bulgaricus. El 1908 va rebre el premi Nobel de Fisiologia o Medicina (compartit amb Paul Ehrlich) per haver demostrat que determinats microorganismes beneficiosos poden reemplaçar els perjudicials per tractar les malalties intestinals. Després de la seva mort, l'any 1916, l'interès i la recerca sobre els probiòtics va guanyar importància als Estats Units.
Però no tan sols va augmentar l'interès als Estats Units, sinó que també va tenir una forta influència sobre molts països europeus. Un clar exemple és Alfred Nissle, metge i investigador alemany que tenia una gran inquietud pels possible usos i els beneficis que els probiòtics podien aportar en una època on es necessitaven tractaments per a malalties infeccioses i encara no hi havia antibiòtics. Durant un brot de shigel·losi, Nissle va aïllar una nova soca d' Escherichia coli de les femtes d'un soldat de la primera guerra mundial que patia la malaltia però que no havia desenvolupat la malaltia diarreica pròpia del  bacteri responsable, anomenat Shigella. Així doncs, va utilitzar la nova soca per tractar malalties intestinals com la shigel·losi o la salmonel·losi amb un gran èxit; tant, que avui en dia encara s'empra.
L'any 1920 es va produir un retrocés en el desenvolupament dels probiòtics, quan el professor Leo F. Rettger va demostrar que el bacteri Lactobacillus delbrueckii subsp. bulgaricus, no podia viure en l'intestí humà, acabant amb la teoria de la longevitat humana deguda al consum de iogurts del poble búlgar. No obstant això, també va demostrar que altres bacteris que existien naturalment en l'intestí podien ser eficaços com a probiòtics, perquè ajudaven a restaurar la colonització bacteriana normal quan s'introduïen en el tracte digestiu humà.
Tot i que Metchinikoff es considera el «pare dels probiòtics», hi ha diversos científics a qui s'ha atribuït haver encunyat el terme 'probiòtic'. Per exemple Kollath (1953), Lilly and Stillwell (1965), Parker (1974) o Fuller (1989).
Posteriorment es varen investigar altres bacteris beneficiosos com ara Lactobacillus rhamnosus, Lactobacillus casei o Lactobacillus johnsonii.

## Prebiòtics i probiòtics
El terme «probiòtic» fa referència a microorganismes vius que, quan s'administren en quantitats adequades, confereixen un benefici per a la salut en l'hoste. D'altra banda, un «prebiòtic» es defineix com «un substrat que s'utilitza de manera selectiva per microorganismes hoste que atorguen un benefici per a la salut». És, per tant, un substrat per als microorganismes propis de l'hoste.
Com que la microbiota humana pot tenir un paper important en la salut de l'hoste, actualment hi ha interès en la modificació de la composició de la microbiota intestinal cap a una comunitat potencialment més eficient a l'hora d'atorgar efectes positius a l'hoste.

## Beneficis potencials
En general hi ha motius per creure que els probiòtics actuen favorablement en el sistema immunitari principalment en el tractament i la prevenció d'infeccions intestinals, com ara la diarrea associada a consum d'antibiòtics, dels viatgers, pediàtrica o el colon irritable. No obstant això, també han demostrat tenir un paper destacat en altres aspectes de major preocupació com ara la intolerància a la lactosa, fer baixar el colesterol o fer baixar la pressió arterial, així com en afeccions d'altres òrgans (al·lèrgies, èczema, vaginitis, etc.).

### Diarrea associada als antibiòtics
L'ús dels antibiòtics tendeix a eliminar la microbiota normal, i permet el creixement de soques oportunistes o patògenes. Això pot causar diarrees suaus o greus, que poden anar des de la diarrea sense anomalia de la mucosa a la colitis pseudomembranosa. Aquesta última, causada per Clostridium difficile, si no es tracta, podria provocar complicacions com el megacolon tòxic i la perforació.
El tractament consisteix en retirar l'antibiòtic causal, la correcció dels trastorns electrolítics i, en casos greus, el tractament amb metronidazole o vancomicina. El tractament amb probiòtics que s'utilitza en la pràctica clínica és l'administració de Lactobacillus rhamnosus i Saccharomyces boulardii, que redueixen el risc de la diarrea associada als antibiòtics. És important poder conèixer la dosi òptima de preparació de probiòtic i l'efectivitat de diferents probiòtics.

### Diarrea infecciosa
El tractament i prevenció de la diarrea infecciosa és el més acceptat quant a beneficis per a la salut dels microorganismes probiòtics. La infecció per rotavirus n'és la causa més comuna, i origina una mortalitat infantil significant. El virus es replica a les cèl·lules columnars de l'epiteli de l'intestí prim i la microbiota normal sembla tenir un paper important en la defensa de l'hoste. Hi ha indicis que la suplementació de probiòtics als infants intervé tant en la prevenció com en el tractament. Especialment, hi ha estudis que demostren que Lactobacillus rhamnosus GG, L. reuteri, L. casei Shirota, i Bifidobacterium animalis Bb12 poden escurçar la durada de la diarrea vírica, mitjançant diversos mecanismes. Per una banda, el bloqueig competitiu del receptor de senyals, que regula les defenses secretores i de motilitat. També milloren la resposta immunitària, i produeixen substàncies que inactiven directament les partícules víriques
Molts estudis han investigat l'eficàcia dels probiòtics en la prevenció de la diarrea en adults i tot i que els resultats han estat lleugerament contradictoris (diferències de població, tipus de probiòtic, dosis aplicades, etc.), les diferents soques han demostrat una eficàcia significant. A més, hi ha certs estudis amb animals que indiquen l'efecte inhibitori dels probiòtics contra enteropatògens mitjançant la producció de bacteriocines.

### Intolerància a la lactosa[12]
La intolerància a la lactosa és una deficiència genètica de la beta-galactosidasa, un enzim que es produeix a l'intestí prim, que impedeix la hidròlisi de la lactosa a monosacàrids de glucosa i galactosa. Sol ser inofensiva, però els individus intolerants a la lactosa desenvolupen diarrea, malestar abdominal i flatulència després del consum de llet o productes lactis.
Tot i que als iogurts convencionals es fa servir Streptococcus thermophilus i Lactobacillus delbrueckii ssp. bulgaricus per a hidrolitzar la lactosa gràcies a la seva alta activitat beta-galactosidasa, la millora en el metabolisme de la lactosa d'aquest iogurts s'atribueix als probiòtics.

### Probiòtics i al·lèrgia[12]
Hi ha proves que demostren que l'exposició a bacteris en les primeres etapes de vida dona protecció davant les al·lèrgies, i els probiòtics en aquest cas podrien ser una alternativa més segura per tal de desenvolupar el sistema immunitari. Sembla que els probiòtics tenen efecte sobretot davant d'al·lèrgies a aliments (reacció adversa contra antígens d'aliments mediada pel sistema immunitari que condueix cap una inflamació secundària intestinal i altres trastorns) i la dermatitis atòpica (trastorn cutani prolongat degut a una reacció de la pell. Aquestes persones sovint tenen asma i al·lèrgies estacionals)
S'ha estudiat l'eficàcia en el tractament i prevenció de l'al·lèrgia en infants d'un nombre limitat de soques. Es va veure que Bifidobacterium lactis i Lactobacillus rhamnosus GG eren efectius en la reducció d'èczemes atòpics en nadons que s'alimentaven del pit. A més, s'ha vist que L. rhamnosus GG és efectiu en la prevenció de l'èczema en infants amb risc (les seves mares tenien almenys un familiar de primer grau amb èczema atòpic, rinitis al·lèrgica o asma). El mecanisme modular immunitari que usa L. rhamnosus GG no està definit del tot però sembla que està relacionat amb el transport dels antígens per la mucosa de l'intestí.
Hi ha hagut altres estudis relacionats amb els probiòtics i la hipersensibilitat d'adults a la llet. Tot i que és necessari seguir amb la recerca s'ha vist que certes soques redueixen la inflamació induïda per la llet i milloren els símptomes d'al·lèrgia.
Els probiòtics no han estat efectius en la reducció dels símptomes de l'asma.

### Altres beneficis per a la salut[12]
La llista de beneficis per a la salut mediats per probiòtics no es limita als esmentats fins ara i inclou una sèrie d'efectes prometedors que requereixen, però, més estudis humans per tal de ser justificats.
- Disminució del càncer: tot i que els mecanismes estan sota investigació, hi ha estudis que demostren que certs Lactobacillus i Bifidobacterium spp. disminueixen els nivells d'enzims carcinògens produïts per la microbiota del còlon. Això és possible gràcies a la normalització de la permeabilitat intestinal i al balanç de microbiota, així com a la producció d'àcids orgànics antimutagènics i la millora del sistema immunitari de l'hoste.[12]
- Prevenció de malalties coronàries: hi ha evidències que suggereixen que els productes alimentaris que contenen bacteris probiòtics actuen reduint els nivells de colesterol sèric i el control de la pressió sanguínia. Els mecanismes proposats inclouen la interferència amb l'absorció del colesterol des de l'intestí, l'assimilació directa del colesterol i la producció de productes finals de fermentació que afecten els nivells sistèmics dels lípids sanguinis i medien un efecte contra la hipertensió.[12]
- Millora de la vaginosi bacteriana: les soques probiòtiques administrades en productes lactis han demostrat una millora probablement donant suport a la població de Lactobacillus vaginal normal.[12]
- Suplements dietètics: es consumeixen sobretot als Estats Units. Tot i que els fabricants són els responsables d'assegurar-se que tota la informació de l'etiqueta sigui certa, no hi ha cap garantia de l'efectivitat d'aquests. Els beneficis són específics de soca, per tant es recomana consultar especialistes.[20]
- Algunes malalties inflamatòries intestinals (colitis ulcerosa, reservoritis)[21]
- Millora d'alguns símptomes de la síndrome del budell irritable[21]
- Prevenció de l'enterocolitis necrotitzant en nounats prematurs[21]

## Funcionament
El sistema de defensa de l'organisme contra les substàncies estranyes es coneix com a sistema immunitari. Més de dues terceres parts del sistema immunitari de l'organisme es troba al budell. De fet, el tub digestiu (estómac, budell prim i gruixut) està en contacte amb l'exterior a través d'una extensa superfície. Els aliments poden ser un factor d'agressió cap al budell junt amb els microorganismes (bacteris, virus i fongs).
La microbiota bacteriana intestinal està formada per milions de bacteris que proliferen a l'interior del budell gruixut i fermenten diferents elements produint substàncies beneficioses per la salut. Aquests bacteris intervenen en el desenvolupament normal del sistema immunitari i en la regulació de la resposta de l'organisme davant els patògens (microorganismes perjudicials per a la salut).
La microbiota intestinal participa en diversos processos fisiològics com la digestió i moviments del tub digestiu així com en la producció d'algunes vitamines.
Els probiòtics actuen en el tub digestiu estabilitzant la composició de la microbiota bacteriana i incrementant la resistència de l'organisme davant els patògens, i millorant i activant les defenses. Els probiòtics produeixen substàncies que ajuden a combatre alguns bacteris potencialment patògens, produeixen vitamines i enzims digestiu.
Els probiòtics tenen diversos mecanismes d'actuació, però la manera exacta en què produeixen els seus efectes encara no és ben coneguda. El rang d'actuació va des de la bateriocina i la producció d'àcids grassos de cadena curta, baixar el pH de l'intestí, i la competència de nutrients per estimular la funció de barrera de la mucosa i la immunomodulació. Aquest últim, en particular, ha estat objecte de nombrosos estudis i hi ha evidències considerables que els probiòtics influeixen en diversos aspectes de la resposta immune adquirida i innata induint la fagocitosi i la secreció d'IgA, modificant les respostes de les cèl·lules T.

## Exemples de Probiòtics
Alguns exemples de diferents soques concretes i el seus efectes són:
- Lactobacillus johnsoni LA1: Estimulació de la immunitat; adjuvant de vacunes; adherència a cèl·lules intestinals humanes; equilibri de la flora intestinal.
- Lactobacillus acidophillus NFCO1748: Descens d'enzims fecals; prevenció de diarrea per radioteràpia; tractament de l'estrenyiment.
- Lactobacillus casei rhamnosus GG: prevenció de la diarrea per antibiòtics; tractament i prevenció de la diarrea per rotavirus, prevenció de la diarrea aguda; control de la malaltia de Crohn; antagonisme de bacteris cariogènics.
- Lactobacillus casei Shirota: prevenció d'alteracions intestinals; equilibri de la flora intestinal; disminució d'enzims fecals; inhibició del càncer de bufeta superficial.
- Lactobacillus gasseri (ADH): disminució d'enzims fecals; sobreviu al tracte gastrointestinal.
- Lactobacillus brevis: utilitzat en teràpies d'intestí irritable; tolerant als sucs gastrointestinals.
- Bifidobacterium bifidum: tractament de la diarrea per rotavirus; equilibri de la microflora intestinal.

## Crítiques
Alguns experts es mostren escèptics en l'eficàcia de moltes races de microorganismes i creuen que no tots els individus se'n poden beneficiar.
Aquestes afirmacions es fonamenten sobre la base de diversos estudis realitzats sobre els probiòtics o a la manca d'informació sobre els seus efectes beneficiosos. Les crítiques se centren sobretot en termes de seguretat, eficàcia i qualitat.
- Seguretat: hi ha diverses condicions que fan que els probiòtics siguin o no segurs per a nosaltres. Un d'ells és el nostre estat de salut. En gent realment sana els probiòtics tenen un bon registre de seguretat, i en cas que es donin efectes secundaris es redueixen generalment a  símptomes digestius suaus, com per exemple gasos. D'altra banda, hi ha informes que relacionen els probiòtics a efectes secundaris severs, com infeccions perilloses en persones amb greus problemes mèdics subjacents, com pacients críticament malalts, aquells que s'han sotmès a una cirurgia, infants molt malalts i gent amb el sistema immunitari dèbil.[25][26] No obstant, inclús en gent sana hi ha incerteses sobre la seguretat dels probiòtics. Aquestes s'han generat perquè molts estudis no han aprofundit en el tema i a que no hi ha prou informació per a respondre a qüestions respecte aquesta. La majoria del coneixement sobre la seguretat ve d'estudis únicament realitzats sobre Lactobaciullus i Bifidobacterium. A més, els estudis sobre la seguretat a llarg terme són limitats, i la aquesta pot variar segons els tipus de probiòtic.[26]
- Qualitat dels productes: s'ha trobat que alguns probiòtics tenen menys quantitat de microorganismes vius del que s'esperava, i inclús en alguns casos s'ha descobert certes soques bacterianes que no apareixien a l'etiqueta.[26] En conseqüència, els consumidors no sempre estan assabentats dels productes que consumeixen.
- Estudis molt específics: els beneficis que s'han provat inclouen un petit nombre de condicions, ja que veiem resultats prometedors per a usos molt específics de soques bacterianes molt específiques i en casos molt específics.[25] Alguns investigadors afirmen que de vegades, petits estudis suggereixen que les soques funcionen, però quan es realitza un estudi de més llarg abast, sembla que ja no ho fan. Quan es realitza una investigació sobre probiòtics, generalment s'involucra un organisme específic, definit per gènere, espècie i fins i tot soca. A més, són soques pures i acuradament dosificades. En canvi quan es compren probiòtics al mercat, especialment els que es troben en productes alimentaris, sovint no són microorganismes tan específics. Defensen que així és com s'ofereixen els probiòtics a la realitat. Seria ideal que les formes en què s'usen i es consumeixen els probiòtics s'ajustin a les dades i les proves que els recolzen, però això és estrany que succeeixi. A més, encara no hi ha estudis sobre aquests a llarg termini.[25]

- Regulació: la regulació dels probiòtics és menys estricta que la dels medicaments; no s'ha de provar la seva efectivitat per ser comercialitzats, i el control de qualitat pot ser més lax.[25]
- El cost que representen els aliments probiòtics.[cal citació]
- Resistència: algunes persones són resistents als bacteris probiòtics, és a dir que aquests van fallir a l'hora de viure o colonitzar els seus intestins. Un estudi sobre el component de probiòtics a l'intestí i les femtes va trobar que només una petita part dels voluntaris mantenien els probiòtics a l'intestí, mentre que la gran majoria els expulsava per les femtes. Per tant, no tothom pot beneficiar-se d'un tractament probiòtic estàndard. Estudis suggereixen que els probiòtics no s'han de donar de manera universal com un suplement d'una mida única. Tanmateix, és possible adaptar els tractaments probiòtics a l'individu, segons els tipus de microorganismes que habiten al seu intestí, així com altres factors, per així obtenir el major benefici.[27]
- Antibiòtics: existeixen certs estudis que afirmen que el consum de probiòtics després d'un tractament amb antibiòtics és beneficiós per repoblar els bacteris intestinals dels individus. No obstant, altres estudis refuten aquesta informació i declaren que podria retardar el retorn del microbioma normal de l'intestí de les persones degut a la vulnerabilitat del probiòtic a l'antibiòtic.[27][28]

## Requeriments legals
Els probiòtics es regulen generalment com a suplements dietètics i no com a productes farmacèutics o biològics, el que provoca que en molts casos no hi hagi uns requisits específics per demostrar la seva seguretat, puresa o efectivitat abans de poder-se comercialitzar. No obstant, els requeriments varien en funció del continent i del país:
- Europa: els complements alimentaris destinats als nadons en període de lactància i als nens de curta edat, presenten uns requisits legals específics segons quina és la composició.[30]
- Estats Units: tot i que els suplements dietètics generalment no requereixen revisió i aprovació prèvia a la comercialització per part de la Administració de Drogues i Aliments (FDA). Ara bé, aquells que es comercialitzen amb la finalitat de tractar o prevenir una malaltia, passen a ser productes biològics que requereixen la prèvia revisió i aprovació per part de l'anterior institució.[31]

- Austràlia: Els probiòtics comercialitzats que afirmen tenir beneficis específics per a la salut, solen estar regulats com a medicaments complementaris. Conseqüentment, requereixen ser revisats prèviament a la seva comercialització per part de l'Administració de Bens Terapèutics.[31]
- Japó: els probiòtics comercialitzats per un ús sanitari específic requereixen una revisió formal prèvia a la comercialització per part del ministeri de sanitat.[31]

Aquestes diferències que existeixen entre els diferents països, dona lloc al desenvolupament de preocupacions i alertes en petites poblacions on no existeix una legislació sòlida front a aquests productes.

## Guia per a l'avaluació dels probiòtics per a l'ús alimentari
És necessari tenir unes pautes que ens permetin avaluar els probiòtics en els aliments i que condueixin a la demostració dels efectes d'aquests sobre la salut. Per afirmar que un aliment té un efecte probiòtic, cal seguir les pautes establertes en la Guia per a l'avaluació dels probiòtics per a l'ús alimentari.
1- Identificació de la soca mitjançant mètodes genotípics i fenotípics:
- Determinació de gènere, espècie i soca
- Dipòsit de la soca en una col·lecció de cultius internacionals

2- Caracterització funcional:
- Test in vitro
- Assajos amb animals

3- Avaluació de seguretat:
- In vitro i/o animal
- Fase l: Estudi amb humans
- Fase ll: Doble cec, aleatoritzat controlat amb placebo (DBPC)→ assaig en humans o un altre disseny amb una mida de mostra i un resultat primari apropiat per determinar si la soca és eficaç. És preferible dur a terme un segon estudi independent de DBPC per confirmar els resultats del primer.

- Fase lll: L'assaig d'efectivitat és apropiat per comparar els probiòtics amb el tractament estàndard d'una afecció específica.

4- Etiquetatge
- Contingut: denominació del gènere, espècie i soca
- Nombre  mínim de bacteris viables al final de la vida útil
- Condicions d'emmagatzematge adequades
- Dades de contacte amb l'empresa per obtenir la informació requerida pels consumidors